# Candice Atherton
Candice "Candy" Atherton, född 21 september 1955 i Surrey, död 30 oktober 2017 i Milton Keynes i Buckinghamshire, var en brittisk journalist och politiker som var parlamentsledamot för Labour från 1997 till 2005. Hon representerade valkretsen Falmouth and Camborne i Cornwall, tills hon förlorade i valet 2005 mot Liberaldemokraternas kandidat Julia Goldsworthy.